# Антон Гаймберґер
Антон барон фон Гаймберґер (нім. Anton Freiherr von Haimberger; 3 травня 1795, м. Зайтенштеттен тепер округу Амштеттен, Австрія — 5 серпня 1865, м. Ґрац, Австрія) — австрійський правник, доктор права (1819), ректор Львівського університету (1838—1839).

## Життєпис
Вивчав богослов'я в монастирі бенедиктинців у Зайтенштеттені, філософію і право у Віденському університеті (1813—1819). У 1821—1841 професор римського приватного і церковного права з латинською мовою викладання, 1842—1844 декан юридичного факультету, 1843 директор канцелярії, у 1838/39 академічному році ректор Львівського університету; викладав торговельне і вексельне право. 1839 директор Реальної торговельної академії у Львові; 1836—1841 земський радник, 1841—1847 апеляційний радник, 1847—1861 надвірний радник Вищого суду у Відні, 1861 таємний радник, брав участь у реформі цивільного законодавства Австрії. Член Краківського наукового товариства (з 1836). Член Державної ради Австрії (з 1852).
Наукові інтереси: римське приватне право, питання церковного права, мовних та релігійних меншин у Галичині. Праця з римського приватного права перекладена багатьма мовами, актуальна й досі.

## Автор праць
- «Jus romanum privatum, idque purum» (Leopilis, 1829, Т. 1-4),
- «Reines römisches Privatrecht» (Frankfurt am Main, 1835, Т. 1-4),
- «Il diritto romano privato e puro» (Bellinzona, 1851, T. 1-4).

## Нагороди
- Командорський хрест ордена Леопольда[4],
- Великий хрест ордена Франца-Йосифа,
- Шляхетський титул барона (1856).